# Triphyllozoon arcuatum
Triphyllozoon arcuatum är en mossdjursart som först beskrevs av William MacGillivray 1889.  Triphyllozoon arcuatum ingår i släktet Triphyllozoon och familjen Phidoloporidae. Inga underarter finns listade i Catalogue of Life.